# Esparta (cidade moderna)
Esparta (em grego Σπάρτη, Spárti) é um município da Lacônia, Grécia. A localidade está situada no mesmo território da antiga cidade-estado Esparta. Sua população em 2001 era de 35.259 habitantes.

## Política

### Relações internacionais
Esparta é geminada com:
| - Taranto, Itália - Biblos, Líbano - Catonsville, Estados Unidos - Moreland City, Austrália | - Niš, Sérvia - Sopron, Hungria - Stamford, Estados Unidos |